# Катастрофа Ту-154 под Вэньчжоу
Катастрофа Ту-154 под Вэньчжоу — крупная авиационная катастрофа, произошедшая в среду 24 февраля 1999 года. Авиалайнер Ту-154М авиакомпании China Southwest Airlines выполнял внутренний рейс SZ4509 по маршруту Чэнду—Вэньчжоу, но при заходе на посадку в Вэньчжоу потерял управление и рухнул на землю. Погибли все находившиеся на его борту 61 человек — 50 пассажиров и 11 членов экипажа.

## Самолёт
Ту-154М (заводской номер 90A-846, серийный 0846) был выпущен Куйбышевским авиационным заводом (КуАПО) в 1990 году и сперва имел бортовой номер CCCP-85846. После завершения испытаний в апреле того же года он был передан Администрации гражданской авиации КНР (CAAC), которая присвоила ему бортовой номер B-2622 и направила в авиакомпанию China Southwest Airlines. Оснащён тремя турбореактивными двигателями Д-30КУ-154-II производства Рыбинского моторостроительного завода. На день катастрофы совершил 7748 циклов «взлёт-посадка» и налетал 14 135 часов.

## Экипаж
Состав экипажа рейса SZ4509 был таким:
- Командир воздушного судна (КВС) — Яо Фучэнь (англ. Yao Fuchen, кит. 姚福臣).
- Второй пилот — Сюэ Мао (англ. Xue Mao, кит. 薛冒).
- Штурман — Лан Чжаньфэн (англ. Lang Zhanfeng, кит. 郎占锋).
- Бортинженер — Го Шумин (англ. Guo Shuming, кит. 郭树铭).

В салоне самолёта работали 7 бортпроводников.

## Хронология событий
Рейс SZ4509 вылетел из аэропорта Чэнду в 14:35 CST, на его борту находились 11 членов экипажа и 50 пассажиров. Полёт проходил на эшелоне FL370 (11 400 метров).
Полёт прошёл без отклонений и в 16:02 на подходе к Вэньчжоу (на высоте 9000 метров) экипаж начал выполнять снижение, но с интервалом в 24 минуты (в 16:02 и 16:26 соответственно) рулевая колонка выдвигалась вперёд. В 16:29, на высоте около 1200 метров, были выпущены закрылки, но затем самолёт опустил нос и, потеряв управление, понёсся вниз.
В 16:34 рейс SZ4509 на высокой скорости рухнул на фермерское поле у городка Жуйань неподалёку от аэропорта Вэньчжоу и полностью разрушился; на месте падения образовалась воронка диаметром примерно 60 на 30 метров. Все 61 человек на борту самолёта погибли, также ранения получили несколько человек на земле.

## Расследование
Причиной катастрофы были названы ошибки при техобслуживании. В системе управления рулём высоты техники в одном из узлов на одну из самоблокирующихся гаек не был поставлен специальный шплинт. В итоге во время полёта произошло самоотвинчивание этой гайки, разделение тяг и потеря управления над тангажом.

## Последствия
После данной катастрофы эксплуатация Ту-154 в Китае была прекращена.